# Queirozes
Queirozes é um distrito do município brasileiro de Eugenópolis, estado de Minas Gerais. Localiza-se a norte da sede municipal, da qual dista cerca de 8 quilômetros, próximo ao limite com o município de Vieiras. O distrito foi criado em 15 de agosto de 1981, pela lei nº 857.

## Economia
Por se tratar de um distrito na parte alta da cabeceira do município, destaca-se a Cafeicultura, Agricultura e Pecuária.